# Furore (Italia)
Furore è un comune italiano di 669 abitanti della provincia di Salerno in Campania.
Dal 1997, in quanto parte della Costa d'Amalfi, è entrato a far parte dei Patrimoni dell'umanità dell'UNESCO.

## Geografia fisica

### Territorio
Rientra nella Costiera amalfitana.
- Classificazione sismica: zona 3 (sismicità bassa), Ordinanza PCM. 3274 del 20/03/2003.

### Clima
La stazione meteorologica più vicina è quella di Amalfi. In base alla media trentennale di riferimento 1961-1990, la temperatura media del mese più freddo, gennaio, si attesta a +10,7 °C; quella del mese più caldo, agosto, è di +26,8 °C.
Le precipitazioni medie annue superano i 1 700 mm, distribuite mediamente in 96 giorni, e presentano un minimo estivo, un picco in autunno-inverno e un massimo secondario in primavera.

## Storia
Secondo lo storico Camera, Furore deve la sua denominazione all'asperità del luogo, dato che, quando la tempesta ne sferza il territorio, il fragore che si crea incute spavento e timore.
Nell’antichità, questa terra comprendeva due sobborghi: Terra Furoris e Casanovae, cioè Casanova. Dal XVII secolo quest’ultimo non viene più citato negli atti pubblici.
Ai tempi della Repubblica Amalfitana Furore era casale extramenia di Amalfi. Nel Basso Medioevo si emancipa divenendo Università ed eleggendosi un proprio Sindaco. Per un breve periodo fu annesso alla vicina Praiano, e poi ritornò a essere comune indipendente. Notizie di Furore si apprendono dal Catasto Carolino del 1752.
Nel 1532 la popolazione raggiungeva il numero di 140 abitanti, stimati in 28 fuochi. Nel 1752 salì a 779, per poi scendere nuovamente a 707 nel 1861.
Alcune località prendono i nomi dalle famiglie che vi abitarono, oltre alla citata Casanova vi sono anche Li Summonti che prende il nome dalla famiglia Summonte, Le Porpore dalla famiglia Porpora, Li Cuomi dalla famiglia Cuomo, Li Candidi dalla famiglia Candido, Vespoli, Galli, Teglia. I cognomi più ricorrenti erano: di Florio, Cuomo, di Milo, Merolla, Penna, Ferrajolo, Porpora, Amendola, Amodio, Anastasio, Avitabile, Candido, Cavaliere, Cennamo, Criscuolo, di Rosa, Gentile, Giovine o Iovine, Lama, Lauritano, Manzo o Manco, Rispolo, Sovieno e Sparano.
Attive erano un tempo l’industria della carta, quella della seta, del tornio e dei maccheroni. A queste si aggiungono la produzione dell’olio, l’agricoltura, la pastorizia, la pesca e l’arte di fare canapi. In località lo Schiato, valletta che prende il nome dal torrente, vi erano una fabbrica di carta emporetica e un mulino.
Le chiese principali conservano delle urne funerarie romane in marmo, finemente scolpite e lavorate: due in S. Giacomo Apostolo, due in S. Michele Arcangelo e una in S. Elia Profeta.
Il Villaggio nel corso del secolo XVIII ha ospitato delle confraternite laicali, quella di S. Maria della Pietà, quella dell'Immacolata Concezione, e quella del Rosario, attive in S. Maria della Pietà; e il Monte dei Sette Dolori dedicato all’Addolorata in S. Michele Arcangelo. E infine la confraternita di S. Maria Assunta in S. Giacomo, attiva alla fine secolo XIX.
La chiesa di S. Elia Profeta conserva anche un pregevole trittico, realizzato nel 1492 da Angelo Antonello da Capua, e raffigurante la Madonna col Bambino nello scomparto centrale, S. Bartolomeo Apostolo e S. Elia Profeta negli scomparti laterali. L’opera è ascrivibile alla bottega del Maestro di San Severino. Ed un altro quadro risalente al 1620, raffigurante la Madonna del Carmine.

## Monumenti e luoghi d'interesse

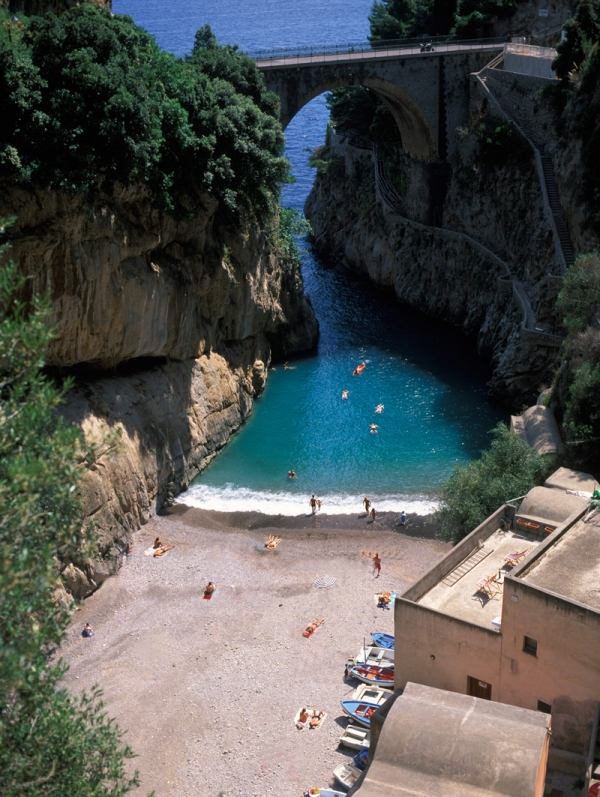
Fiordo di Furore

### Architetture religiose
- Chiesa di San Michele Arcangelo, fondata tra i secoli XIII e XIV;
- Chiesa di San Giacomo Apostolo, fondata su una preesistenza del secolo XI, e ampliata nel XIV, periodo a cui si ascrivono gli affreschi della cripta;
- Chiesa di Sant'Elia Profeta, fondata nel secolo XII, e ampliata nel 1474;
- Chiesa della Santissima Annunziata, in località Marina di Praia;
- Cappella della Santa Croce, eretta nel secolo XVIII dalla famiglia Ferraioli;
- Chiesa di Santa Caterina alla Ruota, ubicata all'interno del fiordo.

### Aree naturali
- Fiordo di Furore, nonostante il nome con il quale è comunemente conosciuto, si tratta in realtà di una ría, creato dal torrente Schiato; il borgo all'interno del fiordo è stato abitato da Roberto Rossellini e la sua compagna Anna Magnani e qui girarono il film L'amore. Il ponte che scavalca il fiordo è tappa del campionato mondiale di tuffi dalle grandi altezze.

## Società

### Evoluzione demografica
Abitanti censiti

### Religione
La maggioranza degli abitanti è di religione cristiana cattolica di rito latino (romano), e appartengono all'arcidiocesi di Amalfi-Cava de' Tirreni.

## Cultura
Dal 20 luglio 2019 nel locale cimitero di Furore è sepolto lo scrittore, regista e attore Luciano De Crescenzo, napoletano, ma che aveva scelto questo luogo per i suoi riposi, compreso quello eterno.

## Infrastrutture e trasporti

### Strade
- Strada statale 163 Amalfitana.
- Strada Regionale 366, (di Agerola) Innesto SS 163 fino al confine della provincia
- Strada Provinciale 154, Innesto SS 163-Bivio Lido di Praia (Furore.
- Strada Provinciale 366, Sopramonte di Furore.

### Mobilità urbana
I trasporti interurbani del comune vengono svolti con autoservizi di linea gestiti da SITA.

## Amministrazione

### Sindaci
| Periodo        | Periodo        | Primo cittadino    | Partito                         | Carica  | Note |
| -------------- | -------------- | ------------------ | ------------------------------- | ------- | ---- |
| 23 aprile 1995 | 12 giugno 2004 | Raffaele Ferraioli | centro                          | Sindaco |      |
| 13 giugno 2004 | 6 giugno 2009  | Alfonso Avitabile  | lista civica                    | Sindaco |      |
| 7 giugno 2009  | 25 maggio 2014 | Raffaele Ferraioli | lista civica                    | Sindaco |      |
| 25 maggio 2014 | 26 maggio 2019 | Raffaele Ferraioli | lista civica Per Non Fermarsi   | Sindaco |      |
| 26 maggio 2019 | in carica      | Giovanni Milo      | lista civica Insieme per Furore | Sindaco |      |

### Altre informazioni amministrative
Le competenze in materia di difesa del suolo sono delegate dalla Campania all'Autorità di bacino regionale Campania Sud ed interregionale per il bacino idrografico del fiume Sele.